# Malu Galli
Malu Galli, nome artístico de Maria Luiza Reis Galli (Rio de Janeiro, 17 de novembro de 1971), é uma atriz, autora, produtora e diretora brasileira.
A atriz é conhecida por seus trabalhos na TV Globo como Lúcia na série Queridos Amigos (2008), Lygia em Cheias de Charme (2012), Maria Lídia em Amor de Mãe (2019) e Violeta em Além da Ilusão (2022). No cinema, ganhou destaque por interpretar Chiquinha Gonzaga em O Xangô de Baker Street (2001), Pérola em O Contador de Histórias (2009) e Ana em 180° (2011), trabalho esse que lhe rendeu uma indicação da crítica cinematográfica brasileira ao Prêmio Guarani de Melhor Atriz em 2012. Foi também vencedora de um Kikito no Festival Gramado e um Prêmio Arte Qualidade Brasil.

## Biografia

### Primeiros anos e formação acadêmica
Nascida na capital carioca no início dos anos 1970, ela é filha do engenheiro Humberto Galli, de origem italiana, e da professora Vanda Reis. Aos dez anos de idade Maria Luíza ingressou no curso de atuação do renomado teatro O Tablado, sendo esse seu primeiro contato com o mundo das artes. Em sua família não havia nenhum artista e, inicialmente, a atriz enfrentou resistência de seu pai para seguir na profissão, mas recebeu apoio de sua mãe.
Posteriormente, em 1990, formou-se na Faculdade da Cidade em um curso de atuação lecionado pela premiada diretora e atriz Bia Lessa. Desde então, a atriz estreou nos palcos do teatro, onde consolidou uma vasta carreira e, mais tarde, migrou para a televisão e cinema, onde ganhou mais destaque popular no cenário nacional.

## Carreira

### 1990 – 1999: Início no teatro e primeiros trabalhos na televisão
MeMalu ganhou destaque nos palcos do Rio de Janeiro em encenações ao lado de grandes nomes das artes cênicas do país. Participou, em 1991, da peça Mann na Praia, produzida pela Companhia de Teatro Autônomo, onde foi dirigida por Jefferson Miranda, sendo essa sua estreia no teatro profissional. Em seguida, foi dirigida por Enrique Diaz em Ensaio.Hamlet, um espetáculo produzido pela Companhia dos Atores, no Rio de Janeiro. Ao longo dos anos 1990, continuou participando assiduamente em produções teatrais, destacando-se em Minha Alma É Imortal (1993), A Ver Estrelas (1995) e A Noite de Todas as Ceias (1997). No início da carreira, a atriz conta que se sustentava a partir de seus trabalhos com publicidade, visto que o teatro não a trazia muito retorno financeiro.
Quando completou seus 18 anos, começou a realizar alguns testes de elenco para televisão e ganhou um pequeno personagem na série Anos Rebeldes, da TV Globo, sendo essa sua estreia na televisão. Aos 21 anos de idade, Malu fez um comercial para a empresa de cigarros Free, onde recebeu um alto cachê em dólares. A partir desse trabalho, a atriz saiu da casa de seus pais e se estabilizou vivendo de sua atuação no teatro, cinema e publicidades. Em 1994, a atriz fez uma ponta na novela Pátria Minha, como uma atriz que está realizando um comercial. Em 1998, estreou nos cinemas no filme Policarpo Quaresma, Herói do Brasil, dirigido por Paulo Thiago. Em 1999, realizou uma participação especial em dois capítulos da novela Andando nas Nuvens, da TV Globo, onde ela viveu uma grávida.

### 2000 – 2007: Consolidação no teatro e no cinema

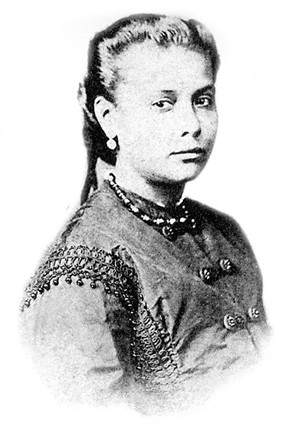
Malu Galli interpretou Chiquinha Gonzaga em O Xangô de Baker Street (2001).

No início dos anos 2000, Malu percorreu por algumas cidades brasileiras com peças de teatro reconhecidas pela crítica e pelo público. Em 2000, foi dirigida por Enrique Diaz em O Rei da Vela. O sucesso nos palcos seguiu em sua carreira nos anos seguintes, como em Meu Destino É Pecar (2001), Uma Coisa que Não Tem Nome (e que se Perdeu) e Memorial do Convento (2002). Em O Xangô de Baker Street, filme dirigido por Miguel Faria Jr., baseado no livro homônimo de Jô Soares, Malu ganhou seu primeiro grande papel no cinema interpretando a famosa compositora e musicista Chiquinha Gonzaga, um ícone da cultura brasileira. Em 2003, esteve em três filme. Em Harmada, interpretou Amanda. Em seguida, atuou em dois filmes dirigidos por Moacyr Góes: no premiado Dom, uma reimaginação da obra Dom Casmurro, de Machado de Assis; e, no sucesso de bilheteria Maria, Mãe do Filho de Deus, onde a atriz encenou como a santa Maria Madalena.
Em 2004, atuou e idealizou o espetáculo Conjugado. A peça foi aclamada pela crítica e Malu foi indicada ao Prêmio Shell de melhor atriz, um dos maus importantes prêmios do teatro brasileiro. Sucesso de público, a atriz ficou em cartaz com a peça até 2007. Em 2005, voltou a televisão atuando em pequenas participações em séries e novelas. Fez uma aparição na reta final do grande sucesso Senhora do Destino (2004–2005), onde interpretou uma enfermeira que ajuda a vilã Nazaré no roubo da bebê de Isabel. Também em 2005, fez parte do elenco da série indicada ao Emmy Internacional Mandrake, da HBO, onde deu vida à advogada Flávia, amiga do protagonista Mandrake, interpretado por Marcos Palmeira.
Em Achados e Perdidos (2005), Malu contracenou com Antônio Fagundes e Zezé Polessa vivendo a garota de programa Vanessa, que se encontra arrasada pela morte da amiga. No mesmo ano volta aos palcos com o espetáculo E Agora Nada É Mais Uma Coisa Só. Em 2006, na Record TV, faz participação com Antônio Fragoso, como dois traficantes de órgãos em Prova de Amor. Dirigida por Paul Leduc, esteve no elenco do filme mexicano Cobrador: In God We Trust (2006), vencedor do Prêmio Ariel, como Soraia. Em 2007, estreou o monólogo Diálogos com Molly Bloom, idealizado e protagonizado pela própria atriz, como Molly Bloom. Ainda em 2007, atuou no drama Maré, nossa história de amor, uma releitura contemporânea da tragédia de William Shakespaere Romeu e Julieta dirigido por Lúcia Murat, e também fez uma participação especial no seriado A Grande Família, durante o episódio "Distraídos pelo Desejo".

### 2008 – 2014: Reconhecimento na televisão e projeção nacional
Foi em 2008 que a carreira de Malu Galli ganhou maior projeção nacional. Após anos de pequenas participações na televisão, ela foi convidada pela autora da minissérie Queridos Amigos, Maria Adelaide Amaral, que a assistiu na peça A Gaivota, para seu primeiro papel de destaque na TV. Na pele da psicanalista Lúcia, Malu foi aclamada pela crítica por sua atuação. De forte carga dramática na atuação, ela venceu o Prêmio Arte Qualidade Brasil de Melhor Atriz Revelação em Televisão. O ano de 2008 também foi produtivo para a atriz no cinema, que atuou ao lado de Júlia Lemmertz, Fernando Eiras e Fernando Alves Pinto no longa-metragem Mulheres Sexo Verdades Mentiras e também no curta-metragem Areia, trabalho esse que lhe rendeu o Kikito de melhor atriz em curta-metragem no Festival de Cinema de Gramado, um dos mais importante eventos do cinema nacional.
Após sua aparição em Queridos Amigos, a atriz começou a receber convites para integrar elenco de diversas produções na televisão, consolidando-se como uma das grandes atrizes brasileiras. Sua estreia em elenco fixo de novelas foi em Três Irmãs (2008–2009), de Antônio Calmon, no papel de Lígia. Entre 2009 e 2011, fez participações recorrentes na série Aline, da TV Globo, como Dolores Ferrer, mãe da protagonista Aline, interpretada por Maria Flor. Em 2009, atuou no filme biográfico O Contador de Histórias, que conta a história de Roberto Carlos Ramos, ou Roberto Carlos Contador de Histórias, como é conhecido em Belo Horizonte. Em Ouro Negro - A Saga do Petróleo Brasileiro (2009), filme que trata da aventura da descoberta do petróleo no Brasil a partir dos anos 10, e dos pioneiros idealistas, interpreta Mariana Amorim Gosch.
Em 2010, integra o elenco da novela das sete Tempos Modernos, interpretando a babá Iolanda Paranhos. Concomitantemente, estreia no teatro como diretora em A Máquina de Abraçar. Pela peça, ela recebeu sua segunda indicação ao  Prêmio Arte Qualidade Brasil, dessa vez na categoria Melhor Direção Teatral de Drama. Em 2011, destacou-se no elenco de A Vida da Gente, aclamada novela de Lícia Manzo, onde novamente Galli foi elogiada por seu trabalho dramático como Dora, uma mãe solteira que luta para se sustentar e cuidar dos filhos em meio aos dramas de sua vida pessoal. Também foi bastante elogiada pela sua atuação no filme 180° (2011), onde estreia como protagonista no cinema ao lado de Eduardo Moscovis e Felipe Abib, como a jornalista Ana. Por seu desempenho, ela foi indicada ao Prêmio Guarani de Melhor Atriz, principal premiação da crítica cinematográfica brasileira.
Em 2012, dirige outra peça de teatro, Oréstia, que ficou em cartaz até 2013. Também em 2012, percorreu pelo gênero da comédia na série As Brasileiras, em que atuou no episódio "A Viúva do Maranhão", e na novela sucesso de público Cheias de Charme, onde ela viveu Lygia. Por sua atuação na novela, ela foi indicada ao Prêmio Contigo! de TV na categoria Melhor Atriz Coadjuvante. Em 2013 realizou uma participação especial na série Tapas e Beijos e fez parte do elenco principal da série A Mulher do Prefeito, trabalhando com Denise Fraga, Tony Ramos e, novamente, Felipe Abib.

### 2014 – presente: trabalhos recentes
Ao lado de Andréa Beltrão e Mariana Lima, protagonizou o aclamado drama Nômades (2014–2015) no teatro, onde elas interpretam um trio de amigas superando o luto após a perda de uma grande amiga em comum. Em 2014, dividiu com Vanessa Giácomo o papel de Eliane dos Anjos na novela vencedora do Emmy Império. Em 2015, voltou a atuar em uma novela de Lícia Manzo, Sete Vidas, onde novamente se destacou por sua capacidade dramática de interpretação como a publicitária viciada em trabalho Irene. Antes mesmo do fim de Sete Vidas, a atriz já estava escalada para outra novela, Totalmente Demais. Nesta, ela interpreta uma personagem diferente do habitual em sua carreia, marcada por personagens elegantes e bem sucedidos. Na trama, ela interpreta Rosângela, uma mulher simples e trabalhadora, mãe do protagonista Jonatas (Felipe Simas).
Dois anos mais tarde, ela entra para o elenco da vigésima quinta temporada de Malhação, a vencedora do Emmy Malhação: Viva a Diferença (2017–2018). Na trama, ela interpreta Marta, a mãe de uma das cinco protagonistas. Em 2017 aparece em um episódio da série Cidade Proibida, da TV Globo. Em 2018, esteve no cinema com o longa Filme Ensaio que aborda o processo de ensaio da peça Nômades. Gravou o filme Dispersão de Bruno Vianna. Para seu papel no filme Propriedade Privada, gravado em Pernambuco em 2018, Malu raspou seus cabelos. Também em 2018, ela estreou nos filmes Paraíso Perdido, premiado pela APCA com o troféu de melhor elenco em cinema, e Aos Teus Olhos.
Em 2019, obteve bastante reconhecimento por sua interpretação como a socialite Lídia em Amor de Mãe. Sua personagem teve altos e baixos na trama, passando pela separação do marido, a morte do filho, alcoolismo e a decadência financeira. Na trama, ela teve boas cenas com a personagem Lurdes, interpretada por Regina Casé, que repercutiram entre os espectadores da novela nas redes sociais. A trama precisou ser interrompida em decorrência do início da pandemia de COVID-19, pois a gravações foram canceladas. Nesse meio tempo, estreou em As Five (2020), onde ela reviveu sua personagem Marta de Malhação: Viva a Diferença. Em agosto de 2020 as gravações da novela Amor de Mãe voltaram e a novela foi concluída, sendo exibida apenas em março de 2021. Após o fim da novela, a atriz não renovou seu contrato fixo com a TV Globo, trabalhando na emissora com contrato por obra.
Em 2021, Malu foi confirmada na segunda temporada da série de terror Desalma, do Globoplay, onde ela interpreta Mykhaila. A temporada tem previsão de estreia para 2022. Em 2022, a atriz volta às novelas em Além da Ilusão, da TV Globo, interpretando a forte e corajosa Violeta, mãe da protagonista Elisa (Larissa Manoela) e de Isadora (Sofia Budke/ Larissa Manoela). Sua personagem é esposa de Matias (Antonio Calloni), irmã de Heloísa (Paloma Duarte) e filha de Afonso (Lima Duarte).

## Vida pessoal
Desde 1999, Malu mantém um relacionamento com o artista plástico Afonso Tostes, com quem é casada atualmente. Em 2001, nasceu o primeiro e único filho do casal, Luiz Galli Tostes. A artista é seguidora do candomblé.

## Filmografia

### Televisão
| Ano  | Título                                  | Personagem                 | Nota                                                    |
| ---- | --------------------------------------- | -------------------------- | ------------------------------------------------------- |
| 1992 | Anos Rebeldes                           | Jurema                     |                                                         |
| 1994 | Pátria Minha                            | Nanci                      | Episódio: "28 de novembro"                              |
| 1999 | Andando nas Nuvens                      | Grávida                    | Episódios: "31 de maio–1 de junho"                      |
| 2005 | Senhora do Destino                      | Enfª. Lúcia                | Episódio: "5 de março"                                  |
| 2005 | Carga Pesada                            | Marta                      |                                                         |
| 2005 | Mandrake                                | Flávia                     |                                                         |
| 2006 | Prova de Amor                           | Samanta                    | Episódio: "10–11 de fevereiro"                          |
| 2007 | A Grande Família                        | Brigitte                   | Episódio: "Distraídos pelo Desejo"                      |
| 2008 | Queridos Amigos                         | Lúcia Ferraz               |                                                         |
| 2008 | Três Irmãs                              | Lígia Pedreira (Liginha)   |                                                         |
| 2009 | Aline                                   | Dolores Silva              |                                                         |
| 2010 | Tempos Modernos                         | Iolanda Paranhos           |                                                         |
| 2011 | A Vida da Gente                         | Dora Reginato Araújo       |                                                         |
| 2012 | As Brasileiras                          | Marilene                   | Episódio: "A Viúva do Maranhão"                         |
| 2012 | Cheias de Charme                        | Lygia Mariz Ortega         |                                                         |
| 2013 | Tapas & Beijos                          | Márcia                     | Episódio: "16 de abril"                                 |
| 2013 | A Mulher do Prefeito                    | Maria Fernanda             |                                                         |
| 2014 | Questão de Família                      | Helena Salles              |                                                         |
| 2014 | Império                                 | Eliane dos Anjos           | Episódios: "24–29 de julho"                             |
| 2015 | Sete Vidas                              | Irene Macedo               |                                                         |
| 2015 | Totalmente Demais                       | Rosângela Castro           |                                                         |
| 2017 | Malhação: Viva a Diferença              | Marta Gutierrez            |                                                         |
| 2017 | Cidade Proibida                         | Carla Parisi               | Episódio: "Caso Lupi"                                   |
| 2019 | Amor de Mãe                             | Maria Lídia Camargo        |                                                         |
| 2020 | As Five                                 | Marta Gutierrez            |                                                         |
| 2022 | Além da Ilusão                          | Violeta Camargo Tapajós    |                                                         |
| 2022 | Desalma                                 | Mykhaila Lachovicz Felício |                                                         |
| 2023 | Acampamento de Magia para Jovens Bruxos | Dorotéia Goffi             |                                                         |
| 2024 | Renascer                                | Meire Carvalho             | Episódios: "16–20 de maio" / "19 de julho–12 de agosto" |
| 2025 | Garota do Momento                       | Violeta Camargo Barbosa    | Episódios: "22–27 de janeiro"                           |
| 2025 | Vale Tudo                               | Celina Aguiar Junqueira    |                                                         |

### Cinema
| Ano  | Título                                     | Personagem           | Nota           |
| ---- | ------------------------------------------ | -------------------- | -------------- |
| 1998 | Policarpo Quaresma, Herói do Brasil        | Quinota              |                |
| 1999 | Retrato Do Artista Com Um 38 Na Mão        |                      | Curta-metragem |
| 2001 | O Xangô de Baker Street                    | Chiquinha Gonzaga    |                |
| 2002 | Tudo Dominado                              |                      | Curta-metragem |
| 2003 | Maria, Mãe do Filho de Deus                | Maria Madalena       |                |
| 2003 | Harmada                                    | Amanda               |                |
| 2003 | Dom                                        | Heloísa              |                |
| 2005 | Achados e Perdidos                         | Vanessa              |                |
| 2006 | Cobrador: In God We Trust                  | Soraia               |                |
| 2007 | Maré, Nossa História de Amor               | Maria Eugênia        |                |
| 2008 | Mulheres Sexo Verdades Mentiras            | Beth                 |                |
| 2008 | Areia                                      | Alice                | Curta-metragem |
| 2009 | O Contador de Histórias                    | Pérola               |                |
| 2009 | Ouro Negro - A Saga do Petróleo Brasileiro | Mariana Amorim Gosch |                |
| 2010 | Outras Pessoas                             | —                    | como produtora |
| 2011 | 180°                                       | Anna                 |                |
| 2018 | Aos Teus Olhos                             | Ana                  |                |
| 2018 | Paraíso Perdido                            | Nádia                |                |
| 2020 | Filme Ensaio                               | Ela mesma            | Documentário   |
| 2023 | Seus Ossos e seus Olhos                    | Irene                |                |
| 2023 | Propriedade                                | Tereza               |                |
| 2024 | Dispersão                                  | Ana                  | Pós-produção   |

## Teatro
| Ano  | Título                                       | Personagem / Função        |
| ---- | -------------------------------------------- | -------------------------- |
| 1991 | Mann na praia                                |                            |
| 1993 | Banheiro Feminino                            |                            |
| 1994 | Minha Alma É Imortal                         |                            |
| 1995 | Melodrama                                    |                            |
| 1995 | A Ver Estrelas                               |                            |
| 1996 | 7x2=y - Uma Parábola que Passa pela Origem   |                            |
| 1997 | A Noite de Todas as Ceias                    |                            |
| 2000 | O Rei da Vela                                |                            |
| 2001 | Meu Destino é Pecar                          |                            |
| 2002 | Uma Coisa que Não Tem Nome (e que se Perdeu) |                            |
| 2002 | Memorial do Convento                         |                            |
| 2004 | Conjugado                                    | Atriz e Idealizadora       |
| 2004 | Ensaio.Hamlet                                |                            |
| 2005 | E Agora Nada É Mais Uma Coisa Só             |                            |
| 2006 | Gaivota – Tema Para um Conto Curto           |                            |
| 2007 | Diálogos com Molly Bloom                     | Molly Bloom / idealizadora |
| 2010 | A Máquina de Abraçar                         | Direção                    |
| 2012 | Oréstia                                      | Clitemnestra / direção     |
| 2014 | Nômades                                      |                            |
| 2019 | Marta, Rosa e João                           | Atriz e Autora             |
| 2023 | A Cerimônia do Adeus                         | Aspázia                    |

## Prêmios e indicações
| Ano  | Associações                            | Categoria                                   | Nomeações            | Resultado |
| ---- | -------------------------------------- | ------------------------------------------- | -------------------- | --------- |
| 2004 | Prêmio Shell                           | Melhor Atriz                                | Conjugado            | Indicada  |
| 2004 | Prêmio Qualidade Brasil - RJ           | Melhor Atriz Teatral Comédia                | Conjugado            | Indicada  |
| 2008 | Prêmio Qualidade Brasil                | Melhor Atriz Revelação em Televisão         | Queridos Amigos      | Venceu    |
| 2008 | Festival de Cinema de Gramado          | Melhor Atriz em Curta-metragem              | Areia                | Venceu    |
| 2010 | Prêmio Arte Qualidade Brasil           | Melhor Direção Teatral Drama                | A Máquina de Abraçar | Indicada  |
| 2012 | Prêmio Guarani de Cinema Brasileiro    | Melhor Atriz                                | 180º                 | Indicada  |
| 2013 | Prêmio Contigo! de TV                  | Melhor Atriz Coadjuvante de Série ou Novela | Cheias de Charme     | Indicada  |
| 2014 | Prêmio Contigo! de TV                  | Melhor Atriz de Série/Minissérie            | A Mulher do Prefeito | Indicada  |
| 2021 | Prêmio Melhores do Ano do RD1          | Melhor Atriz Coadjuvante                    | Amor de Mãe          | Indicada  |
| 2022 | Fest Aruanda do Audiovisual Brasileiro | Melhor Atriz                                | Propriedade          | Indicada  |
| 2022 | Melhores do Ano NaTelinha              | Melhor Atriz                                | Além da Ilusão       | Venceu    |
| 2022 | Prêmio Contigo!                        | Atriz Coadjuvante - novela ou série         | Além da Ilusão       | Venceu    |
| 2023 | Prêmio Cenym de Teatro                 | Melhor Atriz                                | A Cerimônia do Adeus | Pendente  |
| 2023 | Prêmio Cenym de Teatro                 | Melhor Elenco                               | A Cerimônia do Adeus | Pendente  |
| 2023 | Prêmio Cenym de Teatro                 | Melhor Qualidade Artística                  | A Cerimônia do Adeus | Pendente  |
| 2024 | Festival Sesc Melhores Filmes          | Melhor Atriz Nacional                       | Propriedade          | Pendente  |